# Triphosa moniliferaria
Triphosa moniliferaria là một loài bướm đêm trong họ Geometridae.